# Hydriomena stragulata
Hydriomena stragulata är en fjärilsart som beskrevs av Eugen Wehrli 1917. Hydriomena stragulata ingår i släktet Hydriomena och familjen mätare. Inga underarter finns listade i Catalogue of Life.